# Ulises Antonio Gutiérrez Reyes
Ulises Antonio Gutiérrez Reyes O. de M. (ur. 29 kwietnia 1951 w Pedregal) – wenezuelski duchowny katolicki, arcybiskup Ciudad Bolívar od 2011.

## Życiorys
27 grudnia 1977 otrzymał święcenia kapłańskie w zgromadzeniu NMP Łaskawej. Był m.in. proboszczem zakonnych parafii, wykładowcą seminarium w Caracas, prowincjałem oraz rektorem założonego przez siebie seminarium w Palmirze.
5 grudnia 2003 został mianowany biskupem ordynariuszem diecezji Carora. Sakry biskupiej udzielił mu 27 lutego 2004 ówczesny arcybiskup Coro - Roberto Lückert.
27 sierpnia 2011 papież Benedykt XVI mianował go arcybiskupem metropolitą Ciudad Bolívar.